# أبو الهول الداكن
أبو الهول الداكن (الاسم العلمي: Sphinx caligineus) هو نوع من الحشرات يتبع جنس أبو الهول من فصيلة عثث أبو الهول.